# Auhof (Wien)

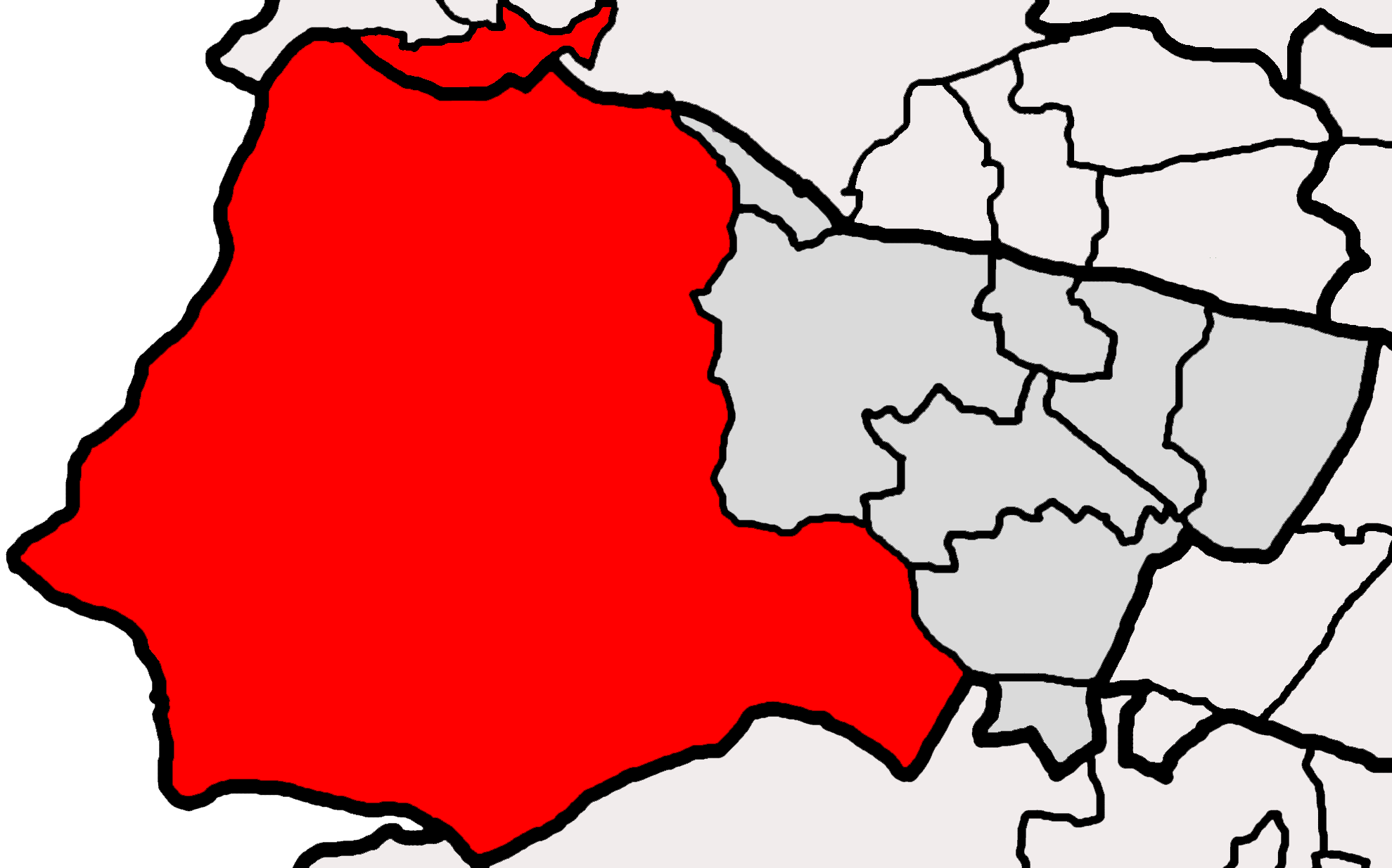
Katastralgemeinde Auhof (in Rot); der Gutshof Auhof befindet sich im Norden des Areals. Die weiteren Katastralgemeinden in Hietzing sind dunkelgrau hervorgehoben.

Auhof ist ein Gebiet im Westen Wiens und eine der Wiener Katastralgemeinden. Der Name geht auf einen seit dem Mittelalter nachgewiesenen Gutshof am nördlichen Rand des Lainzer Tiergartens zurück.

## Geografie

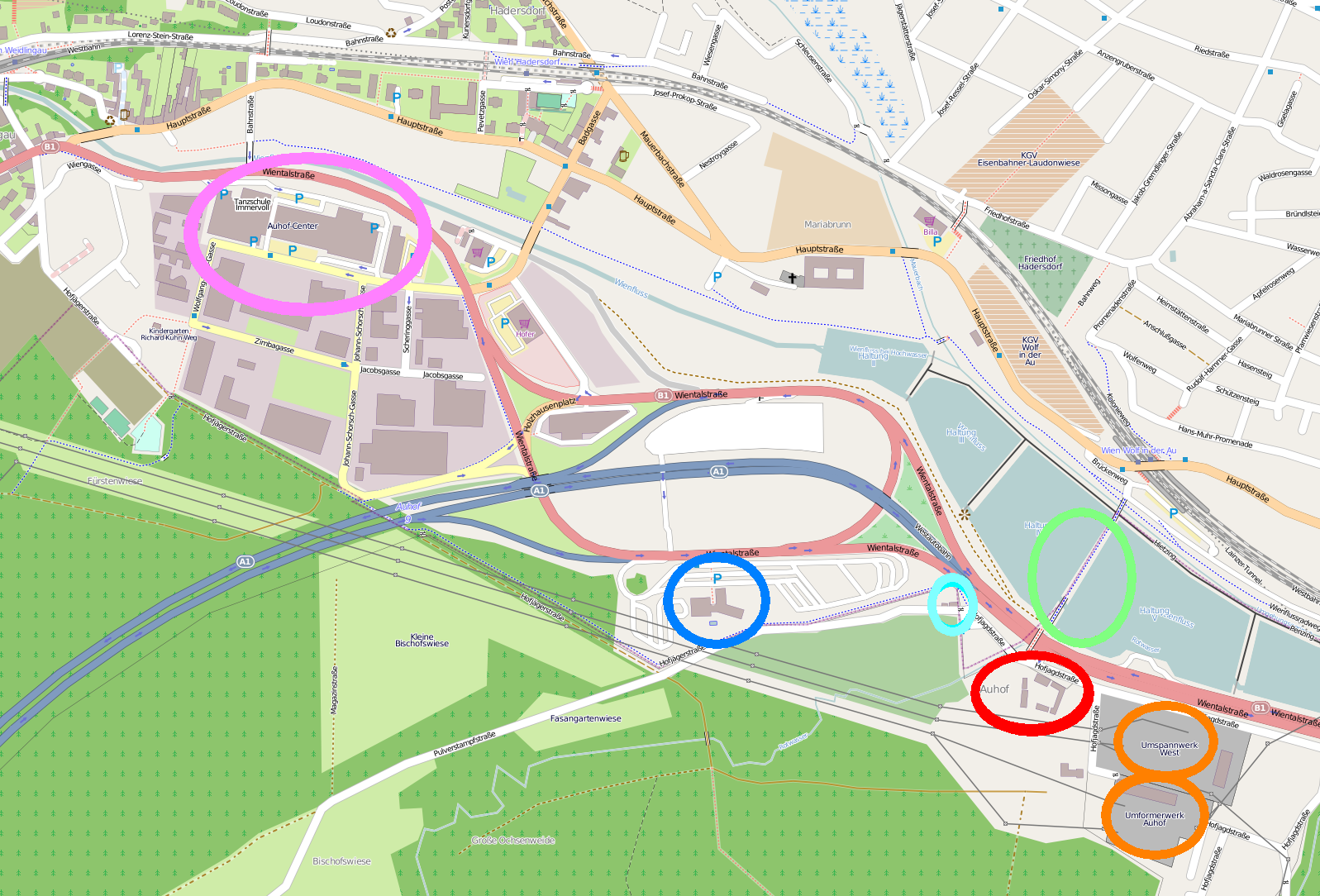
Orientierung von links nach rechts:
* Pink: Einkaufszentrum Auhof;
* Blau: Autobahnstation Auhof;
* Türkis: Pulverstampftor;
* Rot: Der originale Auhof;
* Hellgrün: Wolf in der Au Brücke;
* Orange: Umformerwerk Auhof und das Umspannwerk West, das bereits in der Katastralgemeinde Hütteldorf liegt.
Die blauen Wasserflächen sind die Rückhaltebecken, der eigentliche Wienfluss ist der dünne Strich nördlich davon.

### Auhof im engeren Sinn
Der historische Auhof befindet sich am westlichen Ende der Hofjagdstraße im 13. Wiener Gemeindebezirk bei der über die parallele Wientalstraße führenden Auhofbrücke in Nachbarschaft zum nördlich parallelen Wienfluss (Wolf-in-der-Au-Brücke) und zum Pulverstampftor des Lainzer Tiergartens. Westlich des Auhofs beginnt die nach Linz und Salzburg führende Westautobahn A1 bei ihrem „Exit 9“, der Autobahnstation Wien Auhof. (Die Autobahnkilometrierung reflektiert die ursprüngliche Absicht, die Autobahn näher am Stadtzentrum, beim Gürtel, beginnen zu lassen.)
Unter Auhof wird heute neben der Autobahnauffahrt vor allem das stark frequentierte Einkaufszentrum Auhof verstanden, das zwischen Wienfluss, Lainzer Tiergarten und Weidlingau im Mitte der 1960er Jahre entstandenen Industriegebiet Auhof (14. Bezirk), gebaut wurde. Die Wiener Opposition verlangt die Verlängerung der U-Bahn-Linie U4 von Hütteldorf bis Auhof.

### Katastralgemeinde
Katastralgemeinde Auhof ist die Bezeichnung einer Verwaltungseinheit des von der Justiz geführten Grundbuchs, der öffentlichen Dokumentation des Grundeigentums. (Es handelt sich nicht um eine politische Ortsgemeinde.) Sie liegt heute im 13. Gemeindebezirk, Hietzing, und zu einem geringen Teil im 14. Gemeindebezirk, Penzing. Insgesamt erstreckt sich die Katastralgemeinde über eine Fläche von 2.554,61 ha, wovon 2.532,61 ha in Hietzing und 22 ha in Penzing liegen. Den größten Teil der Katastralgemeinde nimmt mit 2.450 ha der Großteil des Lainzer Tiergartens ein, der in Wien liegt (ein kleiner, 1960 erworbener Teil zählt zur Katastralgemeinde Laab im Walde in Niederösterreich). Hinzu kommen der Hörndlwald und andere Siedlungen auf ehemaligem Tiergartengrund wie die Friedensstadt, die Siedlung Auhofer Trennstück und die Kongresssiedlung im Südwesten des 13. Bezirks sowie Teile des Bierhäuselbergs im 14. Bezirk.
Die Katastralgemeinde Auhof grenzt im Norden an die Penzinger Katastralgemeinden Hadersdorf, Weidlingau und Hütteldorf, im Osten an die Hietzinger Bezirksteile Hacking, Ober Sankt Veit, Lainz und Speising, im Süden an den Liesinger Bezirksteil Mauer und im Westen an die niederösterreichischen Gemeinden Purkersdorf, Laab im Walde und Breitenfurt bei Wien.

## Geschichte

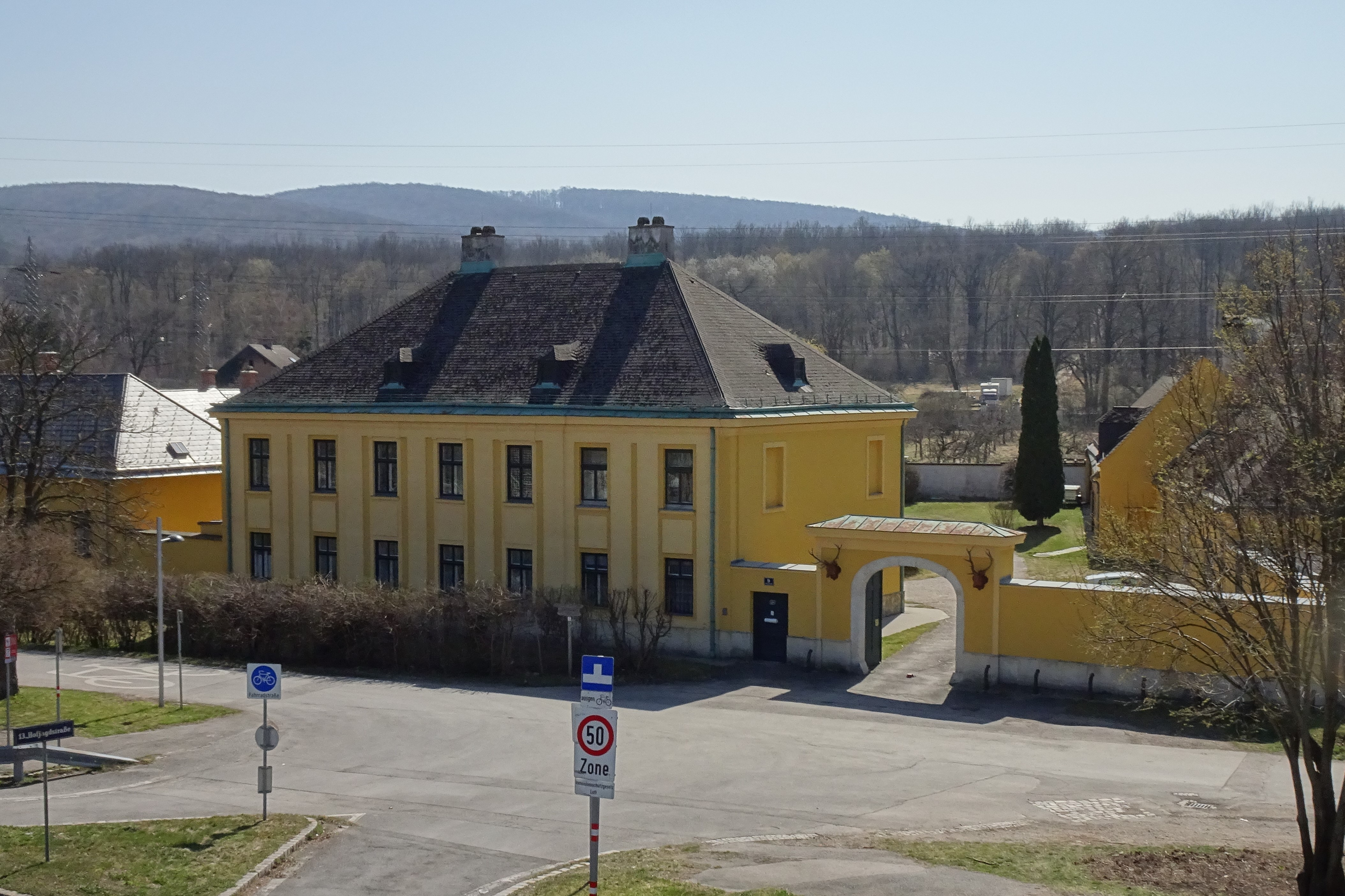
Der Gutshof Auhof

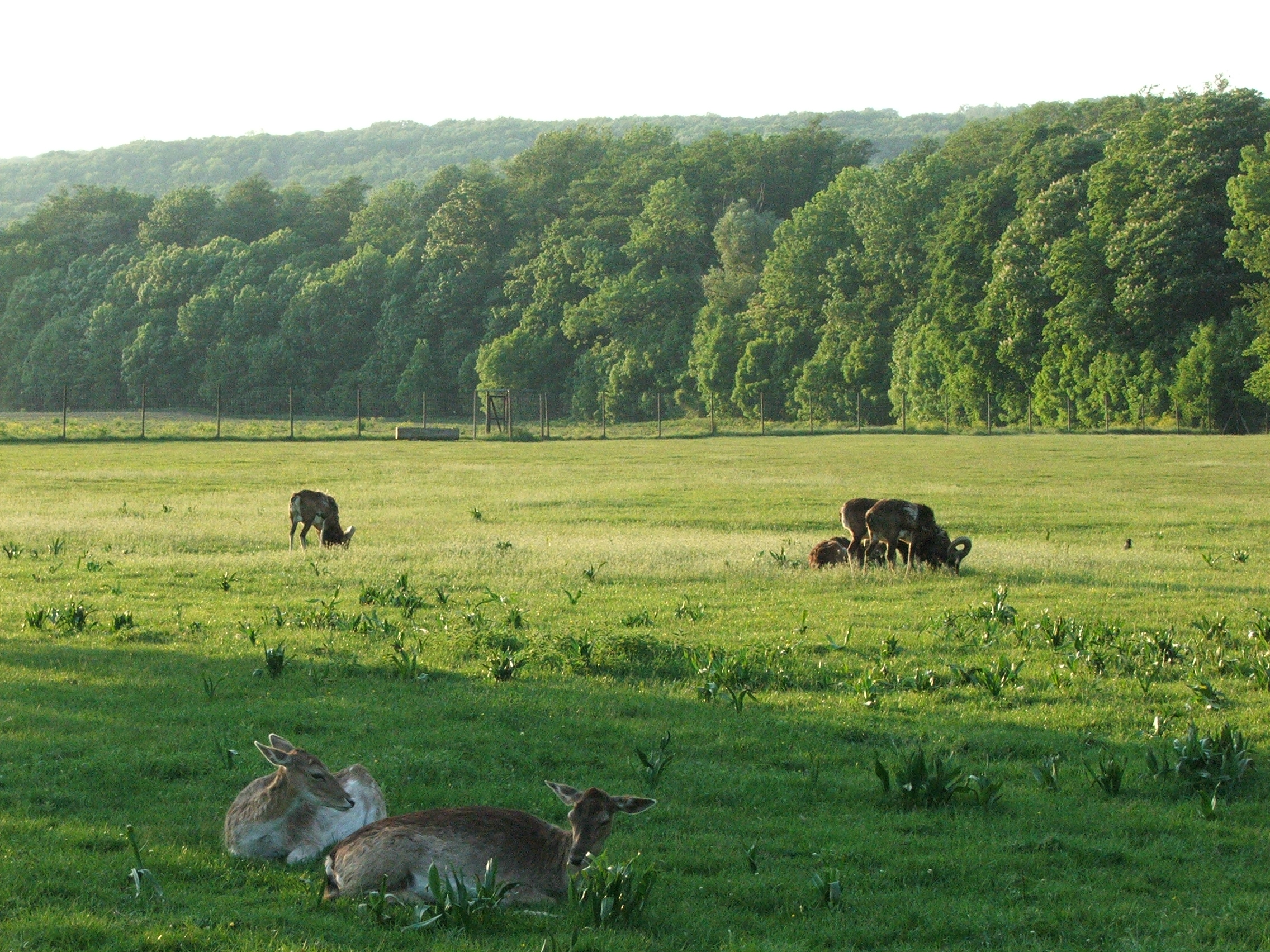
Der Lainzer Tiergarten

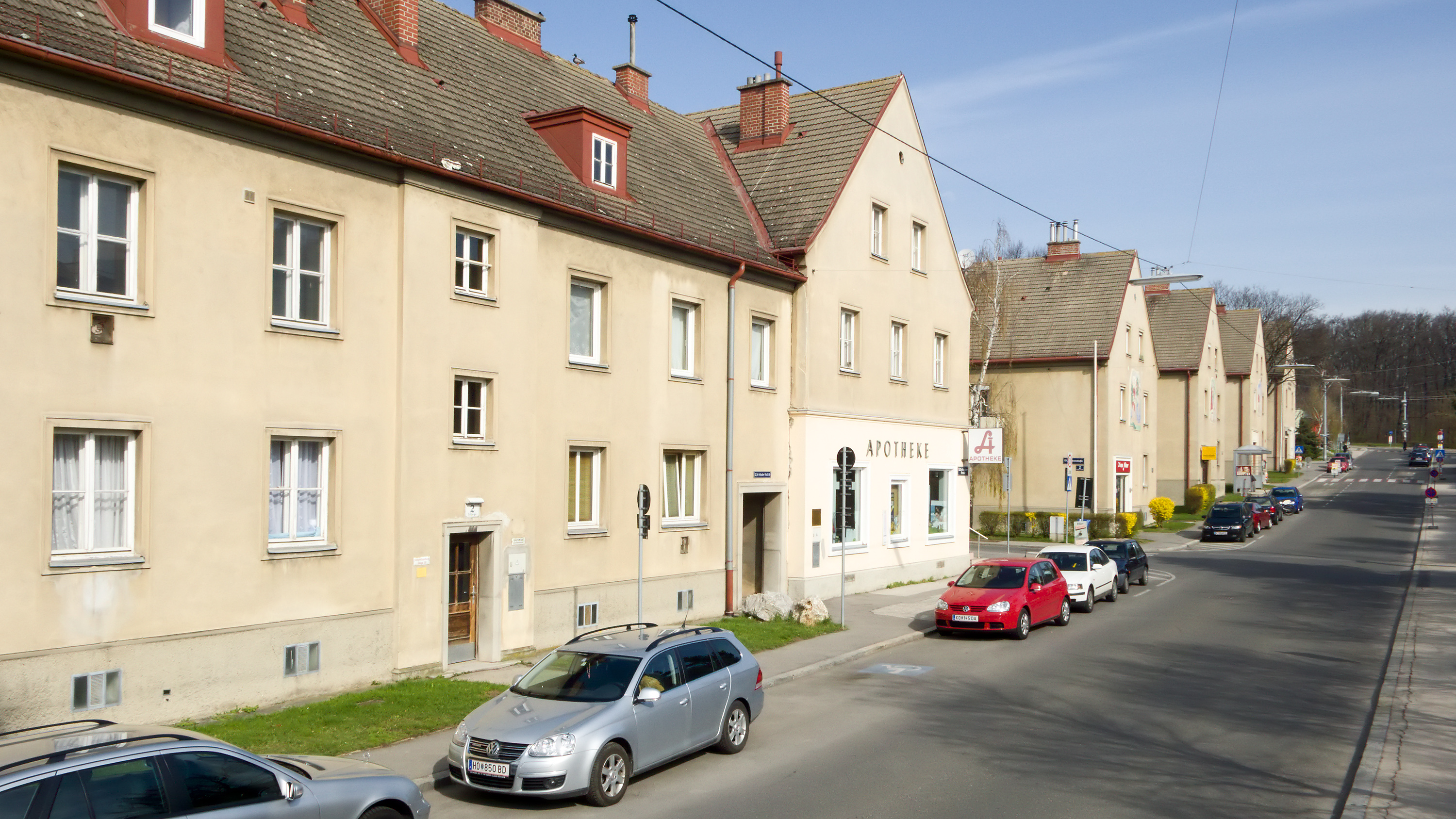
Dr.-Schober-Straße

### Auhof im engeren Sinn
Das im Norden des Lainzer Tiergartens gelegene Gut Auhof wurde 1194 erstmals urkundlich erwähnt. Bis ins 16. Jahrhundert unterstand es der Grundherrschaft der Johanniter und war lang im Besitz reicher Wiener Bürger. 1560 kaufte Kaiser Ferdinand I. als Landesherr von Niederösterreich den Hof, der nun zum Sitz des kaiserlichen Forstmeisters wurde, und das Tiergartenareal von einem Kloster. Bis 1919 stand der Hof nun als Forst- und Jagdhof in Verwendung. Dann ging er in den Besitz des Kriegsgeschädigtenfonds über und wurde mit Vertrag vom 19. Jänner 1938, wie der ganze Lainzer Tiergarten, vom Bund der Stadt Wien überlassen. 

### Katastralgemeinde
Die Geschichte von Auhof als Katastralgemeinde beginnt im Jahr 1848 mit der Aufhebung der Grundherrschaften. Infolgedessen wurde 1851 die Katastralgemeinde Auhof als Teil der selbstständigen Gemeinde Hadersdorf-Weidlingau gebildet. Von der Gründung des 13. Wiener Gemeindebezirks Hietzing 1890 / 1892 blieb die Katastralgemeinde Auhof zunächst unberührt.
Als die Tiergartenmauer 1912 versetzt wurde, entstand nunmehr außerhalb des Lainzer Tiergartens in der Gemeinde Mauer bei Wien das so genannte Auhofer Trennstück. Ursprünglich hätte dort die Tierärztliche Hochschule errichtet werden sollen. Nach dem Ersten Weltkrieg kam es zur vollständigen Abholzung des Gebiets. 1920 pachtete die Stadt Wien das Gebiet und gab es an Subpächter weiter. Ein Teil wurde als Viehweide verwendet, den Rest erhielten die Kolonie Siller und der Kleingartenverein Mauer, die dort eine illegale Siedlung errichteten. Der Schrebergarten-Verein Kolonie Siller wandelte sich 1921 zur Siedlungsgenossenschaft Auhofer Trennstück (SAT). 1925 wurde der Pachtvertrag durch die Stadt Wien nicht mehr verlängert, die Siedler kauften nun die Grundstücke. Zu einer De-facto-Legalisierung der Siedlung kam es 1928 durch den Bau einer öffentlichen Wasserleitung.

## Eingemeindung 1938, Bezirkszuteilung bis 1956
Bei der Schaffung von „Groß-Wien“ wurde die Katastralgemeinde Auhof am 15. Oktober 1938 in Wien eingemeindet. Der äußerste Norden wurde dem neuen 14. Gemeindebezirk, Penzing, der Lainzer Tiergarten dem neu geschaffenen 25. Gemeindebezirk, Liesing, zugewiesen. Das außerhalb der damaligen Katastralgemeinde Auhof gelegene Gebiet des Auhofer Trennstücks kam zum 13. Gemeindebezirk, Hietzing. Nach dem Zweiten Weltkrieg wurde parallel zum  1946 beschlossenen, zunächst durch die sowjetische Besatzungsmacht mittels Veto verhinderten und daher erst 1954 in Kraft getretenen Gebietsänderungsgesetz die Wiener Bezirkseinteilung geändert. 1956 kam der Lainzer Tiergarten von Liesing, nunmehr 23. Gemeindebezirk, an den 13. Gemeindebezirk, Hietzing. Ferner wurde die Katastralgemeinde Auhof in ihren heutigen Grenzen festgelegt, also einschließlich Teile des Bierhäuselbergs sowie der vormals zur Katastralgemeinde Mauer zählenden Gebiete im südlichen Lainzer Tiergarten (Faßlberg, Teil des Maurer Walds nördlich der Tiergartenmauer, Siedlungen südlich der Kalmanstraße). 1960 wurde der Tiergarten um Flächen in Laab im Walde erweitert; sie zählen nicht zur Katastralgemeinde Auhof.